# Aquamarine Fukushima
Koordinaten: 36° 56′ 35,1″ N, 140° 54′ 5,2″ O

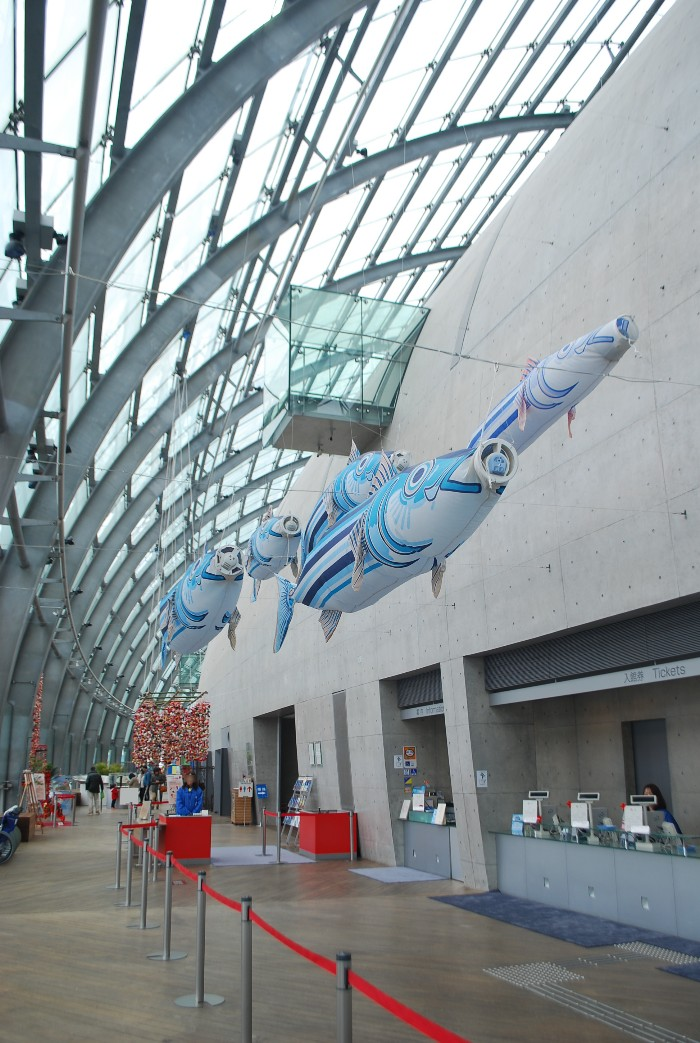
Eingangsbereich

Das Aquamarine Fukushima (jap. アクアマリンふくしま, Akuamarin Fukushima) ist ein Aquarium, das sich in der Stadt Iwaki in der Präfektur Fukushima auf der japanischen Hauptinsel Honshū befindet. Es ist Mitglied der Japanese Association of Zoos and Aquariums (JAZA).

## Geschichte
Das Aquamarine Fukushima wurde am 15. Juli 2000 eröffnet. Es versteht sich als Einrichtung, die spezielle Lebensräume von Tieren so naturgetreu wie möglich abbildet. Dabei wird außerdem für den Natur- und Umweltschutz geworben.
Als Folge des Tōhoku-Erdbebens vom 11. März 2011 und der dadurch ausgelösten Tsunamiflutwelle wurde das direkt am Pazifischen Ozean gelegene Aquarium schwer beschädigt. Die Kellerräume mit den für das Aquarium essenziell wichtigen technischen Ausrüstungen wurden gänzlich unter Wasser gesetzt, die Druckwelle zerstörte Rohrleitungen und das gesamte elektrische System, dadurch wurden u. a. Heizungs-, Filter- und Pumpensysteme lahmgelegt. Wesentliche Außenanlagen wurden fortgespült und der Boden abgesenkt. Aufgrund des Ausfalls der lebenswichtigen Systeme starben rund 90 % der Tiere des Aquariums. Einige Walrosse und Seehunde, die sich auf einer Anlage im dritten Stock befanden, konnten gerettet und übergangsweise bei Kamogawa Sea World untergebracht werden, da die oberen Gebäudeteile nur geringe Beschädigungen erlitten. Die erste Maßnahme zur Wiederinbetriebnahme bestand darin, zunächst die Hälfte der Kapazität der Aquariumsausrüstung und der Gebäudeeinrichtungen wiederherzustellen. Diese Arbeiten begannen Mitte Mai 2011. Kurzfristig waren nur drei der sechs benötigten Wasserumwälzpumpen erhältlich. Spenden von Aquarien auf der ganzen Welt, darunter von mehr als zwanzig Aquarien aus Japan, unterstützten den Wiederaufbau. Bereits nach zwei Monaten, am 15. Juli 2011, dem 11. Jahrestag seiner ersten Eröffnung, konnte das Aquarium wieder öffnen.

## Gebäudestruktur und Anlagenkonzept
Das Aquarium ist mit gläsernen gebogenen Seitenverkleidungen versehen, wodurch das Tageslicht auf die meisten Anlagenteile in allen Ebenen fällt. Dadurch gedeihen nicht nur Fische, sondern auch eine Vielzahl von Pflanzen, Seetang und Wirbellose bei natürlichen Lichtverhältnissen. Eine mehrgeschossige gläserne Aussichtsplattform erlaubt den Blick auf den Pazifik. Das Aquarium enthält vier Stockwerke, in denen insgesamt 15 verschiedene Ausstellungen, die jeweils einem speziellen aquatischen Thema gewidmet sind, geboten werden. Hauptattraktion ist ein rund zwei Millionen Liter fassender Salzwassertank, der das Zusammentreffen der Meeresströmungen Oyashio und Kuroshio darstellt. Die Besucher erleben dieses Ereignis und die Tierwelt des Gebiets beim Gang durch einen gläsernen, dreieckig geformten Unterwassertunnel. Nachfolgend sind weitere wesentliche Schaubereiche aufgeführt.
- Am Haupteingang des Aquariums erstreckt sich eine Außenanlage, die eine Siedlung der Jōmon-Bevölkerung aus der Vorgeschichte Japans nachempfindet.
- Im ersten Obergeschoss befindet sich eine Ausstellung „Evolution des Lebens im Meer“ sowie Informationen zu Lebenden Fossilien, im Besonderen zu Quastenflossern.
- Ein großes Schaubecken mit einem nachgebildeten Korallenriff sowie „Der Ozean vor Fukushima“ sind im zweiten Obergeschoss zu sehen.
- Das dritte und vierte Obergeschoss enthält die Ausstellungen „Meerwassersäugetiere“, „Die Ufer von Fukushima“, die auch Amphibien zeigt, „Die Gewässer des tropischen Asiens“ sowie eine „Ozean Galerie“ mit mehreren hintereinander angeordneten Schaubecken.
- Am Ende des Rundgangs befinden sich im Erdgeschoss mit dem „Aquamarine Ei“ und dem „Kinder-Biotop“ Informationsstände und Spielanlagen speziell für Kinder. Es gibt auch einen nach oben offenen Touch Pool, wo ausgewählte Fische berührt werden dürfen. Außerdem besteht für Besucher die Möglichkeit, Speisefische zu angeln, die anschließend zubereitet und verspeist werden können.[6]
- Direkt am Ausgang steht ein „Goldfischhaus“ mit Kois und vielen Goldfisch-Zuchtformen.
- Das Aquamarine Fukushima enthält auch ein kleines Theater sowie mehrere Restaurants und Andenkenläden.

## Galerie
Die folgenden Bilder zeigen einige Tiere aus dem Bestand des Aquamarine Fukushima:

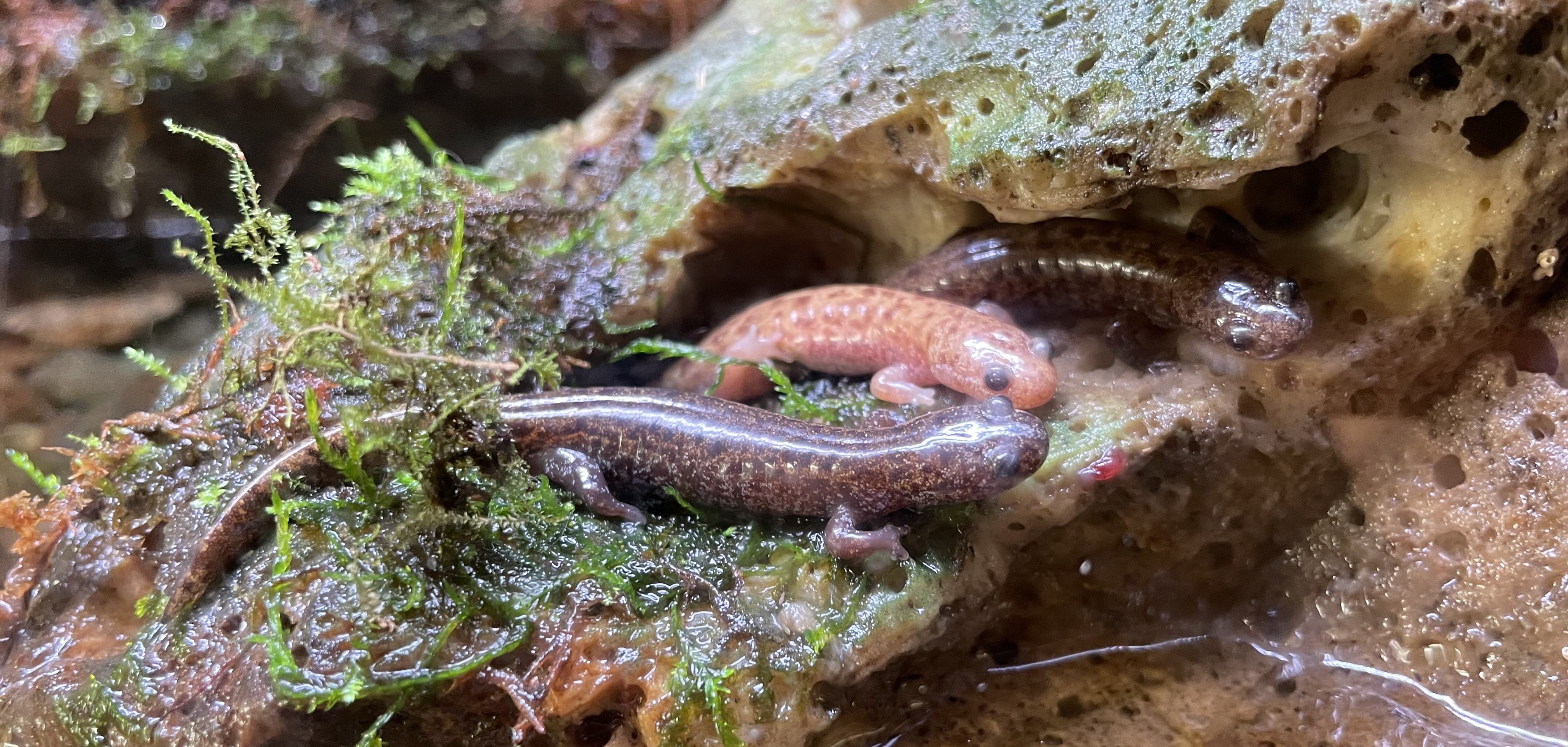
Hynobius sengokui (Winkelzahnmolche)
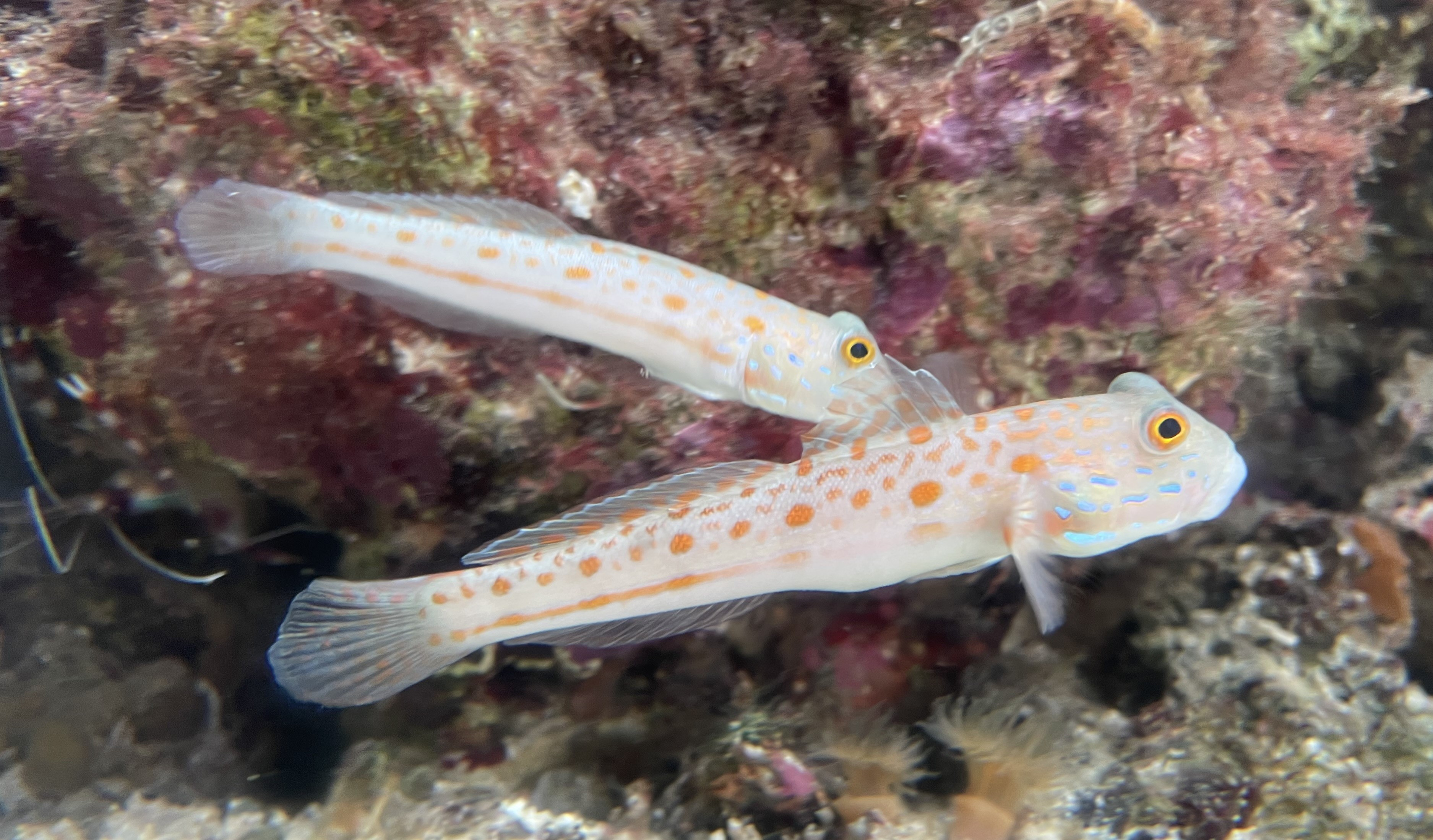
Maiden-Schläfergrundel
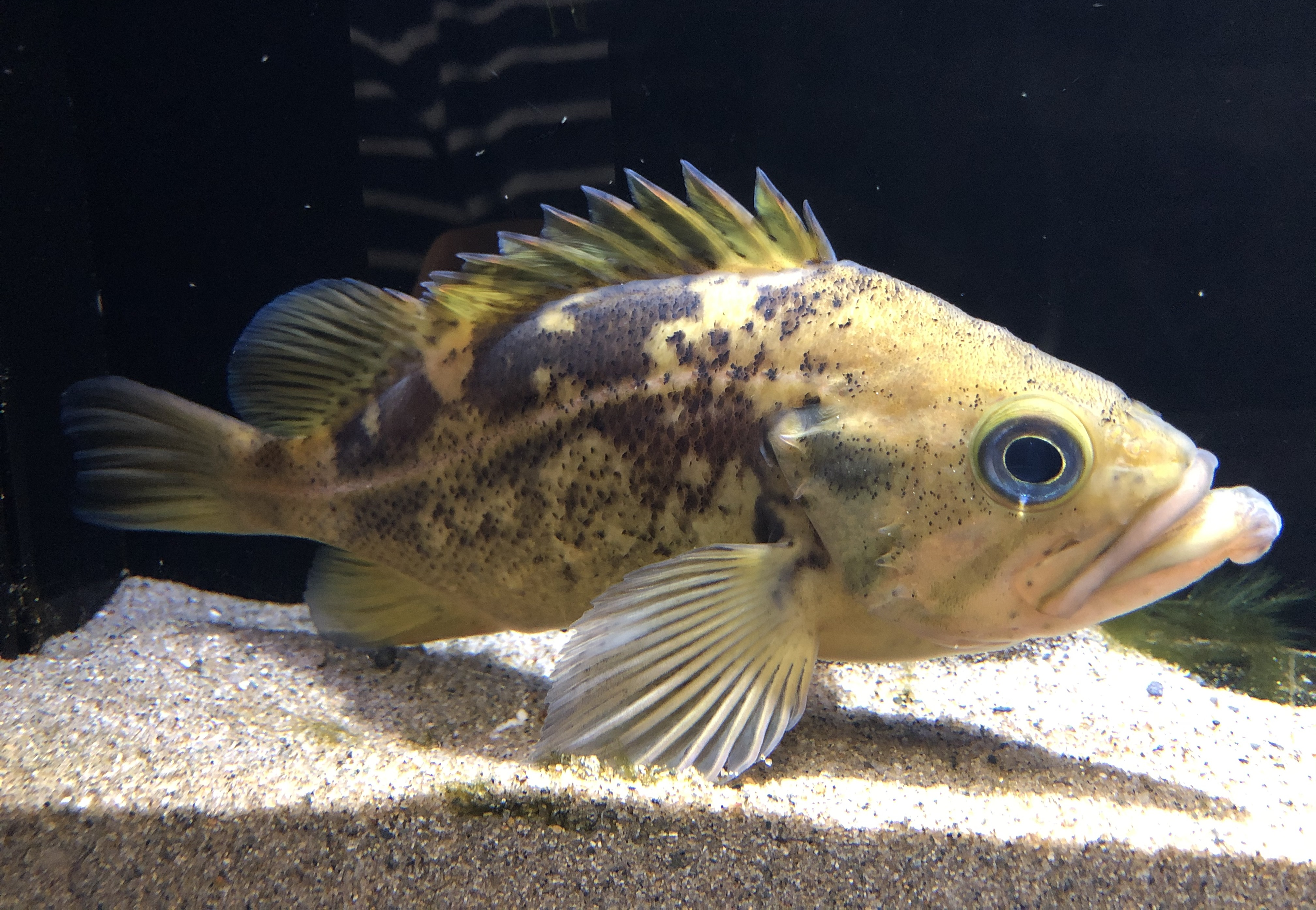
Sebastes steindachneri
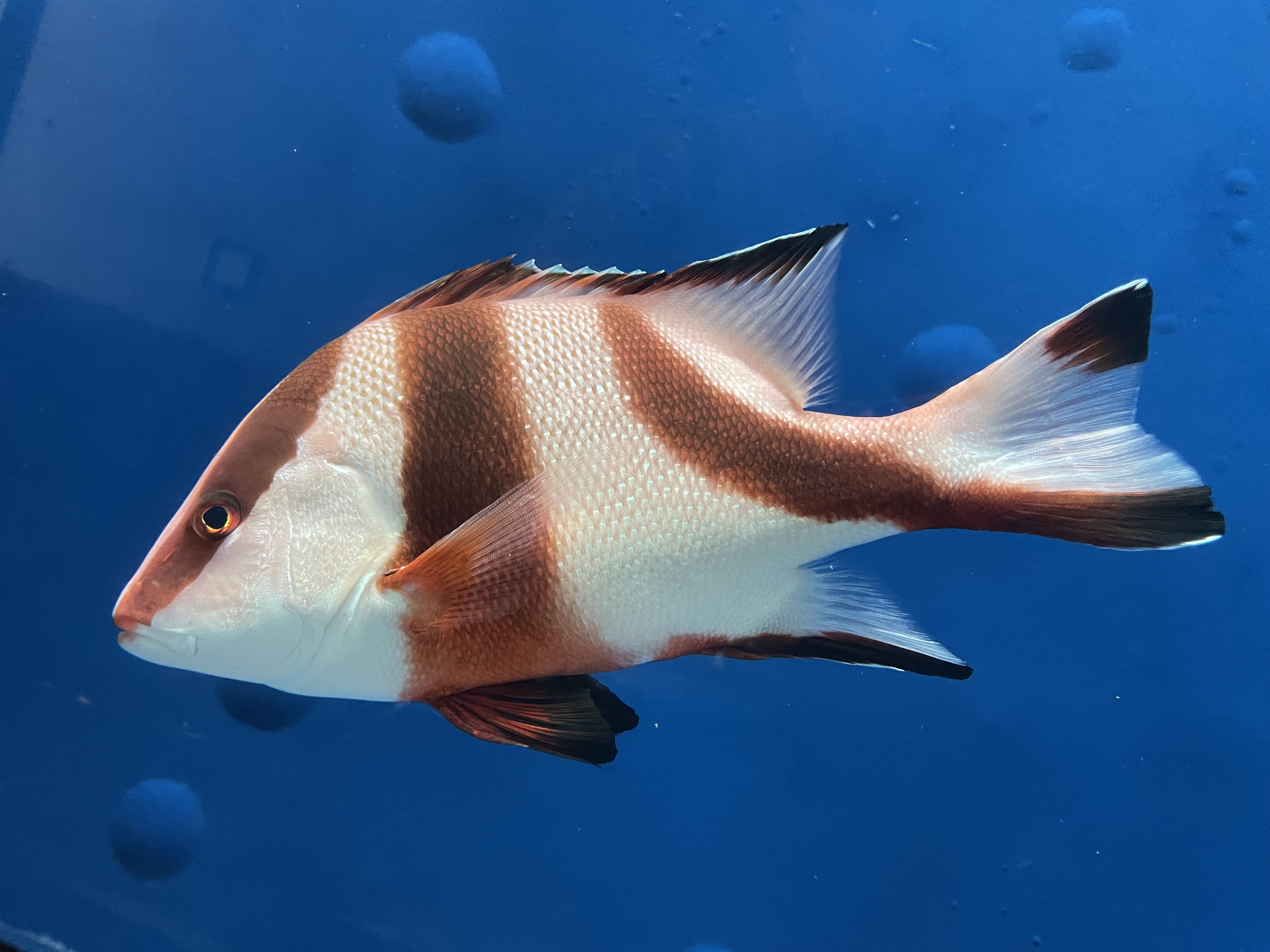
Lutjanus sebae
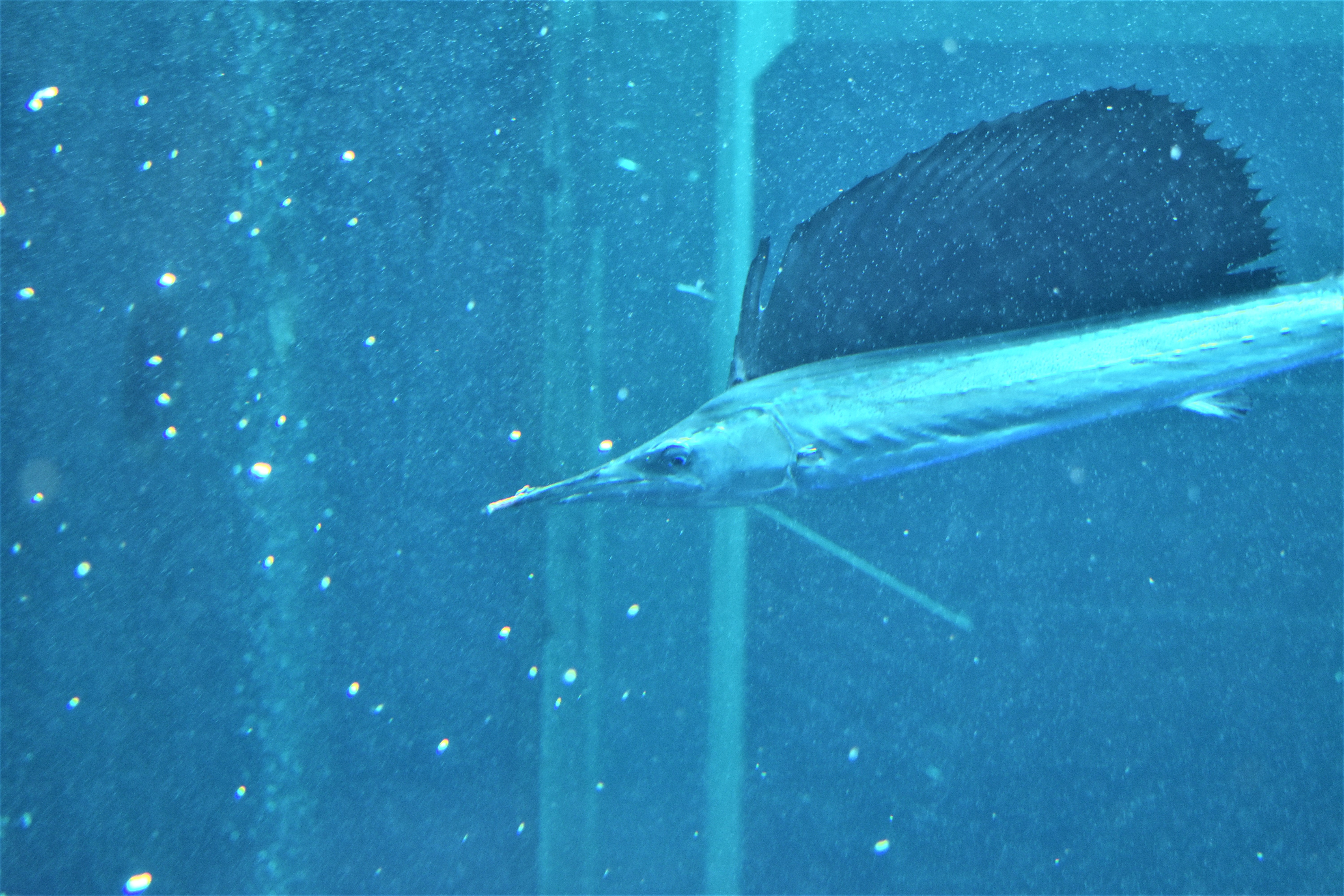
Fächerfisch